# Zeb.Rolfes.Schierenbeck.Associates
Die Zeb.Rolfes.Schierenbeck.Associates GmbH (Eigenschreibweise nur in Kleinbuchstaben, Kurzform zeb) ist eine in Münster ansässige international agierende Unternehmensberatung im Bereich Financial Services. Die Abkürzung zeb steht für „Zentrum für ertragsorientiertes Bankmanagement“.
Gegenstand des Unternehmens ist die Erbringung von Service- und Beratungsleistungen für Kreditinstitute, Versicherungen und sonstige Unternehmen und Institutionen in allen betriebswirtschaftlichen und informationstechnologischen Fragen. Hierzu gehören auch die Durchführung von Seminaren, wissenschaftliche Publikationen sowie die Entwicklung und der Vertrieb von Software und Dateien.

## Geschichte

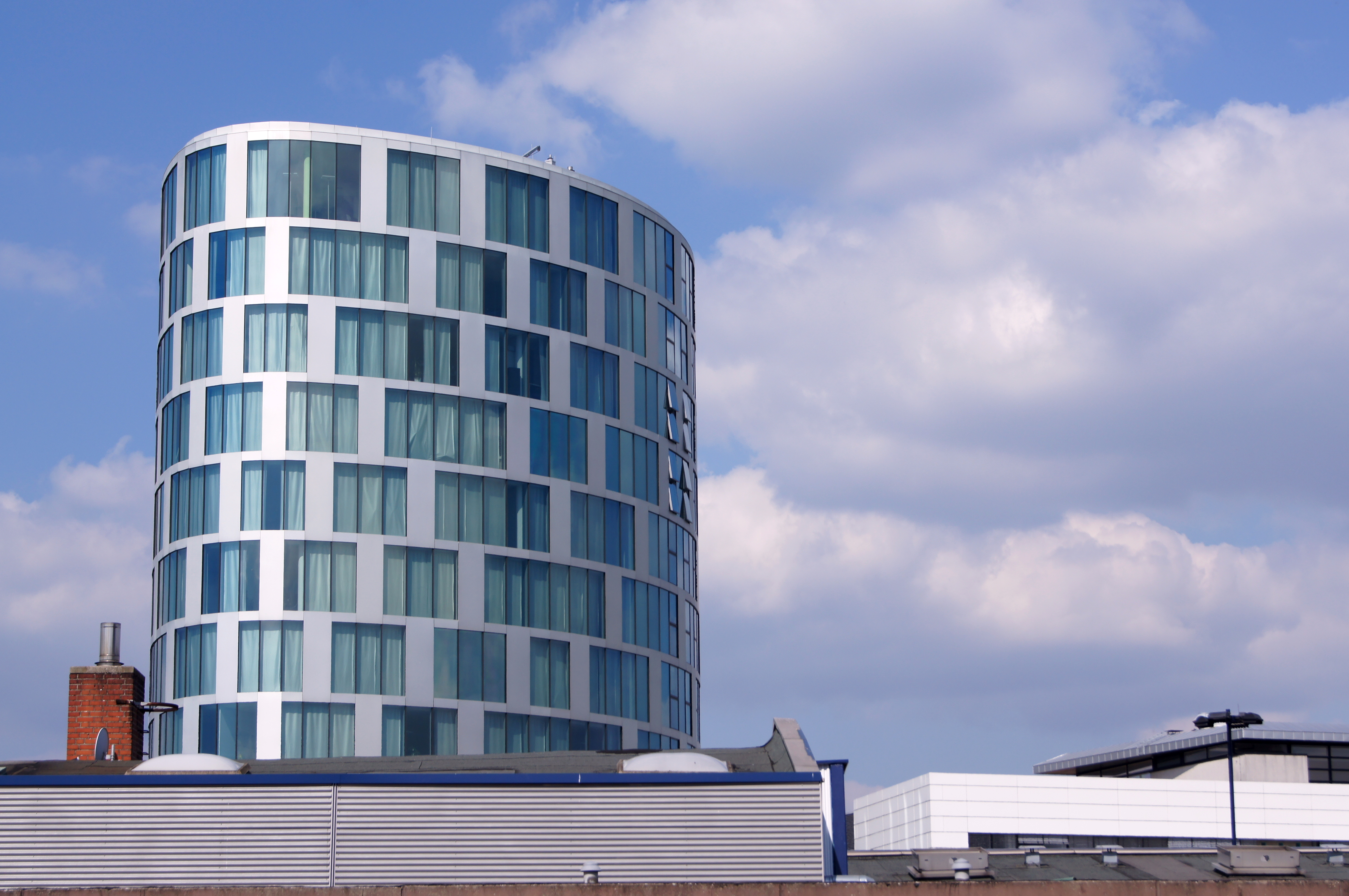
Standort der Zeb GmbH in Münster

Zeb wurde am 1. Januar 1992 von den Universitätsprofessoren Bernd Rolfes und Henner Schierenbeck unter der Bezeichnung „Zentrum für ertragsorientiertes Bankmanagement“ in Münster gegründet. Das Unternehmen, das zunächst zur Beratung von Kreditinstituten gegründet wurde, bot später auch Unternehmensberatung für die Finanzdienstleistungsbranche an und expandierte über Deutschland hinaus. 1997 wurden Niederlassungen in Wien und Zürich gegründet, ein Jahr später folgten Standorte in Berlin und Frankfurt. Zu diesem Zeitpunkt hatte Zeb 100 Mitarbeiter.
In den Folgejahren wurden mehrere Tochterunternehmen gegründet (Zeb.Information.Technology GmbH & Co. KG, Findic GmbH und ITE Computence GmbH).
Zwischen 2001 und 2010 würden ebenfalls Standorte in München, Warschau, Hamburg, Kiew und Luxemburg eröffnet. 2011 wurde die Compentus GmbH in die Unternehmensgruppe aufgenommen. Compentus berät als unabhängige Unternehmensberatung Banken des Genossenschaftssektors.
Im Jahr 2012 übernahm Zeb die skandinavische Beratungsfirma Crescore mit Hauptsitz in Stockholm und weiteren Standorten in Oslo und Kopenhagen, die in Hamburg ansässige IT-Beratung Palaimon Consulting sowie das Beratungsunternehmen Resolving mit Sitz in Mailand.
2013 gründete die zeb in Kooperation mit der Steinbeis-Hochschule als erstes deutsches Consultingunternehmen eine gleichnamige Business School, an der staatlich anerkannte akademische Grade erworben werden können.
Im Jahr 2016 wurden die Standorte um London und Amsterdam erweitert.
Markus Thiesmeyer ist seit 1. Januar 2021 alleiniger Geschäftsführer von zeb. Daneben gibt es 62 Partner und Senior Partner, die Gesellschafter von zeb sind.
Nach eigenen Angaben ist das Unternehmen zum Stand von Februar 2024 mittels 15 Standorten in 11 Ländern und mit über 1.000 Mitarbeitern aktiv.

## Rankings
Zeb wurde auf der Lünendonk-Liste 2021 auf Platz 7 der deutschen Managementberatungs-Unternehmen nach Gesamtumsatz gelistet.